# زان مكلارنون
زان مكلارنون هو ممثل أمريكي ولد في 24 أكتوبر 1966.